# Flash Cadillac and the Continental Kids
Flash Cadillac and the Continental Kids est un groupe américain de rock 'n' roll, créé en 1969.
Il apparaît en 1973 dans le film American Graffiti, de George Lucas, et y interprète trois titres : Louie Louie, She's so fine et At the Hop. Ce dernier titre a été repris en français par le groupe Les Forbans dans les années 1980 sous le titre Lève ton ful de là. Ils interprètent également une reprise de Susie Q dans le film épique de Francis Ford Coppola, Apocalypse Now.

## Membres du groupe
- Warren Knight - Basse
- Dwight Bement - Saxophone
- Dave Henry - Batterie
- Timothy P. Irvin - Chant
- Rocky Mitchell - Guitare
- Pete Santilli - Clavier

Anciens membres : Linn Phillips III, Mike Manresa, Kris Moe, Harold Fielden, John Masino.

## Carrière

### Discographie
- 1972 : Flash Cadillac & The Continental Kids
- 1974 : There's No Face Like Chrome
- 1975 : Sons of the Beaches

### Filmographie
- 1973 : American Graffiti
- 1979 : Apocalypse Now